# Bones (studio)
Bones Inc. (jap. 株式会社 ボンズ Kabushiki gaisha Bonzu) – japońskie studio produkujące seriale anime, m.in. takie serie jak RahXephon, Wolf’s Rain, Scrapped Princess, Eureka Seven, Angelic Layer, Darker than Black, Soul Eater, Ouran High School Host Club i dwie adaptacje mangi Fullmetal Alchemist. Jego główne biura znajdują się w Igusie, Suginami, Tokio.

## Produkcje

### Seriale anime
- Karakuri Kiden Hiwō Senki
- Kidō Tenshi Angelic Layer
- RahXephon
- Wolf’s Rain
- Scrapped Princess
- Fullmetal Alchemist
- Kenran Butohsai – The Mars Daybreak
- Kurau Phantom Memory
- Bungou Stray Dogs
- Bungou Stray Dogs 2nd season
- Psalms of Planets Eureka Seven
- Ouran High School Host Club
- Jyu Oh Sei
- Tenpō Ibun Ayakashi Ayashi
- Brama piekieł
- The Skull Man
- Soul Eater
- Chiko, Heiress of the Phantom Thief
- Fullmetal Alchemist: Brotherhood
- Tokyo Magnitude 8.0
- Darker than Black: Ryūsei no Gemini
- Heroman (2010)
- Star Driver: Kagayaki no Takuto (2010–2011)
- Gosick (2011)
- No. 6 (2011)
- Un-Go (2011)
- Eureka Seven: AO (2012)
- Noragami (2014)
- Kekkai Sensen (2015)
- Akagami no Shirayuki-hime (2015)
- Noragami Aragoto
- Bungō Stray Dogs (jap. 文豪ストレイドッグス)
- Carole & Tuesday (jap. キャロル＆チューズデイ)
- SK8 the Infinity (jap. SK∞ エスケーエイト)
- Bungō Stray Dogs wan! (jap. 文豪ストレイドッグス わん！)
- Godzilla Singular Point (jap. ゴジラS.P＜シンギュラポイント＞)
- Boku no Hero Academia (jap. 僕のヒーローアカデミア Boku no Hīrō Akademia)

### Filmy i OVA
Opracowane na podstawie źródła. 
- Escaflowne (jap. エスカフローネ) (we współpracy z Sunrise)
- Kowboj Bebop (jap. カウボーイビバップ 天国の扉 cowboy bebop Heaven’s door) (we współpracy z Sunrise)
- Rahxephon: Pluralitas Concentio (jap. ラーゼフォン 多元変奏曲)
- Fullmetal Alchemist: Conqueror of Shambala (jap. 劇場版 鋼の錬金術師 シャンバラを征く者 Fullmetal Alchemist the Movie: Conqueror of Shamballa)
- Sword of the Stranger (jap. ストレンヂア 無皇刃譚)
- Eureka Seven: Good Night Sleep Tight Young Lovers (jap. 交響詩篇エウレカセブン ポケットが虹でいっぱい)
- Towanoquon (jap. トワノクオン)
- Fullmetal Alchemist The Sacred Star of Milos (jap. 鋼の錬金術師　嘆きの丘の聖なる星)
- Un-Go episode:0 Inga chapter (jap. UN-GO episode0:因果論)
- Stardriver The Movie (jap. スタードライバー THE MOVIE)
- Eureka Seven Hi-Evolution 1 (jap. 交響詩篇エウレカセブン ハイエボリューション １)
- Bungo Stray Dogs: Dead Apple (jap. 文豪ストレイドッグス DEAD APPLE（デッドアップル）)
- My Hero Academia: Two Heroes (jap. 僕のヒーローアカデミア THE MOVIE ～2人の英雄～)
- Anemone/Eureka Seven Hi-Evolution (jap. ANEMONE／交響詩篇エウレカセブン　ハイエボリューション)
- My Hero Academia: Heroes Rising (jap. 僕のヒーローアカデミア THE MOVIE ヒーローズ：ライジング)
- Josee to tora to sakana-tachi (jap. ジョゼと虎と魚たち Joze to tora to sakana-tachi)
- Eureka/Eureka Seven Hi-Evolution (jap. EUREKA／交響詩篇エウレカセブン　ハイエボリューション)
- Boku no Hero Academia The Movie: World Heroes’ Mission (jap. 僕のヒーローアカデミア THE MOVIE WORLD Heroes’ MISSION （ワールド ヒーローズ ミッション）)